# Eugène Beaudouin

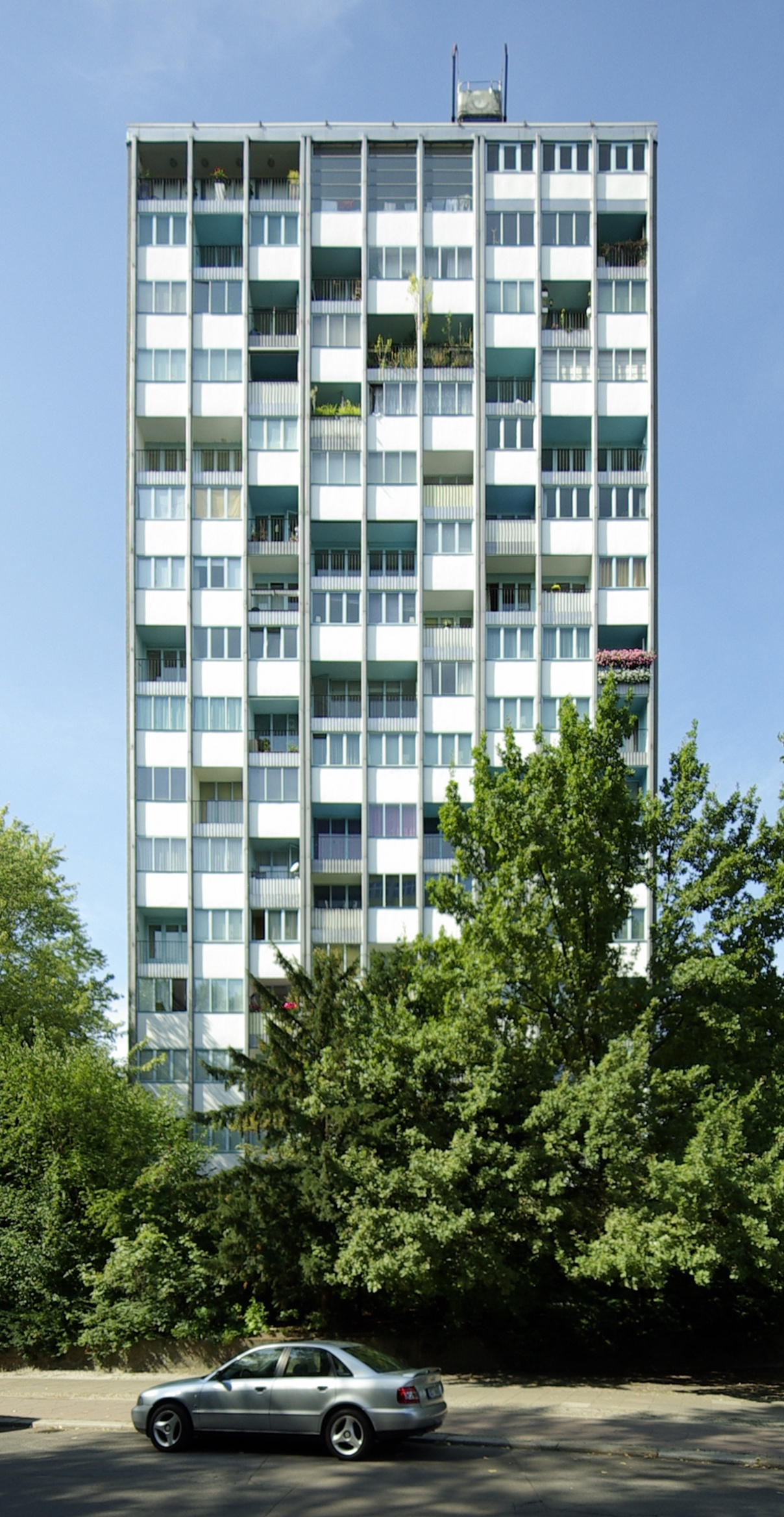
Edificio Bartningallee 11/13 (1956–1957), de Eugène Beaudouin y Raymond Lopez, Tiergarten, Berlín

Eugène Élie Beaudouin (París, 20 de julio de 1898-ibidem, 14 de enero de 1983) fue un arquitecto y urbanista racionalista francés. Además de en su país natal trabajó en Alemania, Suiza, Mónaco, Chipre, Canadá, Cuba, Túnez, Ghana, Sudáfrica, Irán, India y Vietnam.

## Trayectoria
Estudió en la Escuela Nacional Superior de Bellas Artes de París, donde fue alumno de Emmanuel Pontremoli. En 1928 ganó el Premio de Roma de arquitectura. En sus inicios trabajó asociado a Marcel Lods. Entre sus primeras obras se encuentran varios conjuntos de viviendas sociales, como las del distrito XV de París (1928-1929), las de Vitry-sur-Seine (1928-1929), el barrio de Champ-des-Oiseaux en Bagneux (1930-1939) y el barrio de La Muette en Drancy (1931-1934), que destacan por sus estructuras metálicas y elementos prefabricados.
Posteriormente construyeron una serie de obras que destacan por su modernidad, funcionalidad  y su carácter experimental, algunas en colaboración con ingenieros y arquitectos como Jean Prouvé y Vladimir Bodiansky. Entre ellas destacan la Escuela al Aire Libre de Suresnes (1934-1935), el aeroclub de Buc y la casa desmontable BLPS (1938), la Casa del Pueblo y el mercado cubierto de Clichy (1935-1939).
En 1941 disolvió su relación con Lods, tras lo cual realizó numerosas obras en Francia y otros países, generalmente encargos públicos como embajadas, liceos, edificios civiles, residencias universitarias, grupos residenciales y viviendas de renta limitada (habitations à loyer modéré o HLM). Destacó también como urbanista, en operaciones de gran envergadura como el conjunto de viviendas sociales de los Mingettes en Vénissieux (1964-1969) y el complejo de oficinas del barrio de Maine-Montparnasse en París (1958-1973).
En 1957 participó en la Exposición Internacional de Berlín, más conocida como Interbau, organizada con el objetivo de reconstruir el barrio berlinés de Hansaviertel. Bajo la dirección de Otto Bartning participaron, además de arquitectos alemanes —entre ellos Walter Gropius—, numerosos arquitectos internacionales, como Alvar Aalto, Oscar Niemeyer, Le Corbusier, Hugh Stubbins y Pierre Vago, así como Eugène Beaudouin, que construyó un inmueble en Tiergarten en colaboración con Raymond Lopez (Bartningallee 11/13, 1956–1957).